# Epistulae (römische Jurisprudenz)
Epistulae (Bescheide per Brief im Rahmen des kaiserlichen Schriftverkehrs) waren Maßnahmen des sogenannten Kaiserrechts. Im Rahmen der Reskriptenpraxis bezeichnen die epistulae, gelegentlich unzureichend abgrenzbar gegenüber den edicta, einen hoheitlich veranlassten Literaturtyp des klassischen römischen Rechts.

## Grundzüge und Rezeption
Die Bescheide – regelmäßig lagen ihnen allgemeine oder spezielle Rechts(an)fragen aus dem Kreis der römischen Gesellschaft zugrunde – wiesen einen kasuistisch-deduktiven Charakter auf. Am jeweils konkreten Einzelfall ausgerichtet, wurde die Gedankenführung offengelegt, sodass auch die daraus gezogenen Schlüsse für die Entscheidung nachvollziehbar waren. Inhaltlich ging es häufig um die Erteilung von Vorrechten, die Verleihung von Bürgerrechten oder lokale (sachenrechtliche) Regelungen. Im Laufe des Prinzipats selbst noch, verdrängten – nach bislang erschlossener Quellenlage – die epistulae häufig die Rechtsform der edicta, mit denen sie immer wieder im Verhältnis der Austauschbarkeit standen. Die bearbeiteten Rechtsfälle entstammten nicht nur der Praxis, sie wurden teilweise auch theoretisch entwickelt. Der Darstellung eines Sachverhalts folgten eingehende Erörterungen und die Diskussion um herausgearbeitete Probleme. Ziel war die verbindliche Rechtsauskunft.
Die kaiserlichen brieflichen Maßnahmen wurden von der klassischen Juristenliteratur gesammelt und rezipiert. Bedeutung erlangten in dem Zusammenhang die Werke des  Javolen (Epistularum libri XIV) und des Neraz (Epistularum libri). Die Zusammenstellungen des Naraz wurden von Justinians Kompilatoren aber nicht berücksichtigt.
Die epistulae aus der Reskriptenpraxis reihen sich neben weitere von der Rechtswissenschaft geschaffene Werke, vornehmlich bekannt sind die Quaestiones und Disputationes. Ihnen allen war gemein, dass sie methodisch identisch vorgingen. Über den Titel wurden lediglich die Schwerpunkte des Anliegens differenziert. Zwar wird diese Art der antiken juristischen Literatur gegenüber Gutachten (responsa), Kommentaren (etwa Ad edicta) oder sonstigen erläuternden Schriften (regulae, definitiones, sententiae) abgegrenzt, aber auch diese Gattungen folgten der kasuistisch-deduktiven Methode. Namengebende Werke stammen – außer von Javolen und Naraz – noch von Pomponius (Epistularum libri) und dem Schulbegründer Proculus (Epistularum libri).

## Einzelne kaiserliche Epistulae
Eine wichtige Quelle zum Nachweis der Reskriptenpraxis bildet die Epigraphik. Die zahlreichen hinterlassenen Inschriften geben guten Einblick in Regelungen von unterschiedlicher Art und Güte. An den Stamm der Vanacini gerichtet, regelte Vespasian gemeindliche Grenzstreitigkeiten auf korsischem Boden. Den Bewohnern von Sabora auf dem Balkan erlaubte er unter kaiserlichem Geleit die Wiedererrichtung ihrer Stadt. Domitian richtete sich mit einer Anordnung an die die Falerii, die sich in Besitzstreitigkeiten befanden, nachdem übriggebliebene Landstriche vermessen und zugeordnet worden waren.
Für die rechtshistorische Forschung besonders interessant sind briefliche Anordnungen, die auf den Kaiser Hadrian zurückgeführt werden können. Darin werden beispielsweise Maßnahmen beschrieben, die Hadrian – in Ansehung der Restitution von Tempelflächen – an die kleinasiatische Stadt Aizanoi richtete. Überliefert in der Briefform ist auch die Besetzung der Vorstandsposition des Sprechers des epikureisch gestalteten Collegiums in Athen. Immer wieder standen wirtschaftliche Interessen im kaiserlichen Fokus. Da die Steuerhoheit beim Kaiser und seiner Finanzverwaltung lag, galt eine sehr restriktive Genehmigungspolitik im Finanzbereich. Mit der epistula Hadriani de re piscatoria regelte Hadrian über das Steuerwesen etwa Fischfangquoten. Besondere Aufmerksamkeit zog und zieht die epistula Hadriani aus dem Jahr 121 auf sich. In dem Schreiben wurde einmalig die Erlaubnis erteilt, nach römischem Recht zu testieren, dies aber in griechischer Sprache dokumentieren zu dürfen. Dieser frühe Zeitpunkt des Ineinandergreifens von Sprache und Rechtskultur, ist von privatrechtlichem Interesse.
Bis in die Spätantike beschäftigten sich verschiedene epistulae mit der Bekräftigung, Aktualisierung oder Erneuerung von Vor- und Sonderrechten (Privilegien). Während in Zeiten der Republik eine derartige Begünstigung dem Einzelnen vorbehalten war, verdienten sich in der Kaiserzeit ganze Verbände von Personen, etwa Soldaten oder Veteranen, dieses Verdienst, auch konnte sich ein Privileg an eine ganze Stadt richten. Darauf weisen beispielsweise eine auf einer Bronzetafel verewigte Entscheidung des Kaisers Licinius im pannonischen Legionslager Brigetio hin, aber auch eine Tempelstiftung Konstantins zugunsten des umbrischen Municipiums Hispellum.